# Jarmen
Jarmen er en by og kommune i det nordøstlige Tyskland, beliggende i Amt Jarmen-Tutow i den nordvestlige del af Landkreis Vorpommern-Greifswald. Landkreis Vorpommern-Greifswald ligger i delstaten Mecklenburg-Vorpommern.

## Geografi
Jarmen er beliggende ved sydbredden af floden Peene, der i kommunen krydses af motorvejen A 20 med Peenetalbrücke. 19 kilometer nord for Jarmen ligger Greifswald og Grimmen (33 km); Mod øst ligger Gützkow (6 km) og Wolgast (34 km), mod syd  Altentreptow (27 km) og Neubrandenburg (43 km) og mod vest Loitz (19 km) og Demmin (21 km).
I kommunen ligger bydelene og landsbyerne 
| - Groß Toitin - Jarmen - Klein Toitin - Kronsberg | - Müssentin - Neu Plötz - Plötz - Wilhelminenthal |

## Eksterne kilder og henvisninger
- Wikimedia Commons har flere filer relateret til Jarmen
- Byens side Arkiveret 4. april 2017 hos  Wayback Machine på amtets websted
- Befolkningsstatistik Arkiveret 25. april 2017 hos  Wayback Machine